# 田中美奈實
田中美奈實（日语：／ Tanaka Minami */?，也常譯為田中皆實；1986年11月23日—）是日本女性新聞播報員、藝人，美國紐約市出生，成長於埼玉縣朝霞市。雖然不是混血兒，但如同許多具有他國血統的日本人擁有外文拼寫的中間名，其中間名為「艾美」（AMY），全名田中·艾美·美奈實（田中・エイミー・みな実）。身材嬌小僅有153公分高，血型A型，大學畢業後於2009年時進入TBS電視台，成為TBS社內播報員。2014年離開TBS成為自由播報員，並加入經紀公司TakeOFF。2020年8月15日加入經紀公司FLaMme。

## 簡歷
田中美奈實在紐約出生後回到日本，小學1年級後曾先後在倫敦與舊金山居住，升初中前再度搬回日本。中學時期就讀東京知名女校大妻中學，為競技體操社成員，曾擔任社長。大學就讀名校青山學院大學，參加過「青山小姐」選拔，得到副「青山小姐」的名號，因此在時尚雜誌中擔任模特兒。參與網球活動，加入校中的「ELLE」隊。
田中美奈實畢業後，2009年進入TBS播報部。同年4月7日，與同校同屆同科系、也加入同電視台的江藤愛一起在「主播CAN」節目中首次亮相。此外，她和同是從海外返回日本的「歸國子女」富士電視台播報員松村未央以及朝日電視台播報員宇賀夏美關係匪淺。。2014年6月25日於個人部落格發布，將於同年9月30日自TBS退社，轉成自由播報員。自TBS退社後，加入宮根誠司、羽鳥慎一等日本知名播報員所屬的經紀公司TakeOFF。
2019年12月13日，田中美奈實於寶島社發行第一本寫真集《Sincerely yours……》，發行僅一個月就銷售突破50萬本，成為寶島社1971年創立以來銷售最好的寫真集作品。
2020年8月15日，田中美奈實加入廣末涼子、戶田惠梨香等日本知名女演員所屬的經紀公司FLaMme。

## 綜藝節目

### 電視
- 《學院之夜》（アカデミーナイト；2009年10月16日 - ，TBS電視台）
- 《Sunday Japon》（サンデージャポン；擔任情報單元記者，2009年10月18日 - 2014年9月28日 、2017年10月15日，TBS電視台）
- 《アカデミーナイトG》（2009年10月16日-2013年10月10日，TBS）
- 《イブニングワイド》（2010年1月8日-3月26日，TBS）：進行キャスター
- 《関口宏の東京フレンドパークII》（2010年3月29日-2011年3月28日，TBS）：服務員
- 《Nスタ》「エンタほ〜りこみっ」（2010年4月1日-2011年4月1日，TBS）
- 《JNNフラッシュニュース》（TBS）
- 《キングオブチェアー》（2010年7月20日-2011年1月1日，TBS）
- 《みのもんたのサタデーずばッと》→ 《サタデーずばッと》（2011年4月2日-2014年3月29日，TBS）
- 《さんまのスーパーからくりTV》
  - 「さんまのウキウキお店訪問」（2011年5月8日)
  - 「ぶりっ子女子アナ 田中みな実アナ VS しずちゃん」（2011年9月11日）
- 《ニッポン!いじるZ》（2011年10月13日-2013年3月21日，TBS）
- 《サタネプ☆ベストテン》（2011年10月15日-2012年9月15日，TBS）
- 《爆報! THE フライデー》（2011年10月21日 - 2014年9月19日，TBS）
- 《TBSニュースバード》（2011年11月-2012年9月，TBS）
- 《世界の怖い夜》
  - 「スパモク！！ ～世界の怖い夜 ～夏休み最後の絶叫SP～～」（2012年8月30日，TBS電視台）
  - 「真夏に震える絶叫スペシャル」（2013年7月24日，TBS電視台）
- 《有吉Japon》（有吉ジャポン；2012年10月9日深夜 -  2021年3月27日 ，TBS電視台）
- 《女主播的懲罰》（女子アナの罰；2012年7月 - 2014年3月，TBS電視台）：不定期出演
- 《ジョブチューン アノ職業のヒミツぶっちゃけます!》（2013年2月2日 - 2021年3月13日，TBS電視台）
- 《ウエディングステージ〜みんなが主役のウエディング》（2013年10月1日-2014年9月）：旁白
- 《TBS女子アナ 日本歴史探訪》「田中みな実・宮崎 昭和ハネムーン紀行」（2014年2月16日，TBS）
- 《ニュースな晩餐会（2014年10月-2015年8月，富士電視台）：主持人
- 《ミレニアムズ》（2014年10月25日，富士電視台）
- 《しゃべくり007》「今ハダカにしたい男と女3連発…裏の裏の裏から攻めます！2時間SP」（2014年11月17日，日テレ）
- 《VS嵐》（2015年1月15日，富士電視台）
- 《アナザースカイ フリーアナウンサー：田中みな実：NY》（2015年4月3日，NTV）
- 《マツコとマツコ》（2015年4月4日，日テレ）
- 《旅ずきんちゃん》（2015年4月17日-2017年7月30日，TBS電視台）：不定期出演
  - 「タクシーで10万円の旅」（2015年9月13、20日）
  - 「あの人気スポットへ」（2015年11月1日）
  - 「深夜食堂の旅」（2016年9月11日）
  - 「讃岐うどんを知る旅」（2017年6月11日）
  - 「はしご酒の旅IN赤羽」（2017年7月30日）
- 《人生が変わる1分間の深イイ話 ～～花形職業は本当に幸せなのかSP～》（2015年4月20日，日テレ）
- 《人名バラエティー 集まれ田中!》（2015年9月23日，NHK）
- 《ズレ↓オチ》「人よ落ちまくれ!」（2015年10月7日，富士電視台）
- 《ANSWERS by fashion tv》（2015年10月8日-2016年3月24日，BSフジ）：旁白
- 《4コマコント 起笑転結（2015年10月14日-12月30日，日テレ）：主持人
- 《巷のリアルTV カミングアウト》（2015年10月16日-2016年3月18日，富士電視台）：主持人
- 《1億人の大質問！？笑ってコラえて！》（2016年2月17日，日テレ）
- 《ネプリーグ》
  - 「ネプリーグSP」（2016年2月22日，富士電視台）
  - 「欅坂46VS山口紗弥加＆片瀬那奈!若さアピールにオトナ女優激怒」（2019年4月8日，富士電視台）
- 《幸せ追求バラエティ 金曜日の聞きたい女たち》（2016年4月-8月，富士電視台）：進行
- 《坂上忍の勝たせてあげたいTV》（2016年5月5日 - 2020年12月30日，日テレ）：常規出演
- 《博多華丸のもらい酒みなと旅 ～相方交換SP　タカアンドトシ編》（2016年7月18日，テレビ東京）
- 《ひるキュン》(2016年10月3日 - 2019年3月29日，TOKYO MX）：主持人
- 《さまぁ～ずチャート》「前田敦子＆田中みな実／ホラン千秋＆SHELLY」（2017年1月5日，テレ朝）
- 《ちょっとザワつくイメージ調査 もしかしてズレてる?》（2017年1月23日 - 2017年12月25日，富士電視台）：主持人
- 《ダウンタウンなう》(2017-2021，富士電視台)：來賓、飲み仲間
  - 「恋愛事情ぶっちゃけSP」（2017年12月8日）
- 《今夜くらべてみました》（2016-2020，NTV）
  - 「トリオ THE 独身29歳の女」（2016年5月31日）
  - 「トリオ　THE　2017年忙しかった人たち」 （2017年12月20日）
  - 「元日から生放送3時間ＳＰ」（2018年1月1日）**「最強女子会豪華4本立てスペシャル」（2018年5月30日）
  - 「トリオ THE 石原良純と物件好き女子」（2018年8月8日）
  - 「渡辺直美ガチ新居探し第2弾」（2018年9月26日）
  - 「直美＆だいすけお兄さん豪華女子会2時間SP」（2018年10月17日）
  - 「トリオ　THE　バイリンガルな女」（2019年1月30日）
  - 「ガツガツしてるぞ！？埼玉女子」（2019年5月15日）
  - 「田中みな実と田中みな実をアレコレ語りたい女」（2020年2月19日）
- 《なかい君の学スイッチ》（2018年1月15日，TBS)
- 《VS嵐 ～10周年記念春の2時間SP 俳優陣大興奮のババ抜き対決▽》（2018年4月12日，富士電視台）
- 《あっぱれ！ジャパニズム宣言》（2018年6月3日 - ，読売テレビ）：助理主持
- 《イマドキ週末トリップ》（2018年7月6日、2018年8月4日、2018年8月5日、2018年9月9日，RKB）：主持人
- 《女が女に怒る夜》（2018年8月6日、2019年1月21日、2019年5月20日、2019年12月2日，NTV）
- 《イッテンモノ》（2018年8月23日，テレビ朝日）
- 《村上マヨネーズのツッコませて頂きます！》（2018年9月15日、2018年9月22日，KTV）
- 《車あるんですけど…？》（2018年11月17日，TX)
- 《ろんぶ〜ん》（2018年12月22日，NHK）
- 《ボクらの時代》（2016年11月27日、2018年12月23日，KTV）
- 《熱中人》（2018年12月27日，富士電視台）
- 《Gout Temps Nouveau2》（2019年1月16日 - ，關西電視台)：主持人
- 《キスマイ超BUSAIKU！？～》
  - 「料理対決！田中みな実をキュンとさせるのは？」（2019年1月18日，富士電視台）
  - 「豪華ゲスト陣の未公開トークSP」（2019年1月24日，富士電視台）
- 《ナカイの窓》（2019年2月1日，NTV）
- 《痛快TV スカッとジャパン ～》
  - 「笑っちゃうほど嫌な女撃退SP」（2019年1月21日，富士電視台）
  - 「横浜流星！菜々緒！田中みな実！200回記念名作SP」（2020年4月27日，富士電視台）
  - 「菜々緒！田中みな実！女性救うヒーロー新作連発SP」（2020年6月1日，富士電視台）
- 《ナカイの窓》（2019年2月1日，NTV）
- 《おかべろ》（2019年3月20日，KTV）
- 《めざましどようび》（2019年3月23日，富士電視台）
- 《マミーがゾッ婚》（2019年3月24日，CTV）
- 《かぐや姫と7人の王子たち》（2019年6月1日-，ABEMA）：主持人
- 《拝啓、東京の芸能人様！》「Wow！岡田圭右と田中みな実が宮崎の魅力を知りたいSP〜」（2019年9月3日，テレビ宮崎）
- 《ホンマでっか！？TV ～SP 私たち怒ってます！加藤綾子vs田中みな実～》（2019年9月25日，富士電視台）
- 《若林ノブ秋山の揃いも揃って言ったコト》（2019年10月10日，NTV）
- 《超人氣法律諮詢事務所》（2019年11月3日，NTV）
- 《しゃべくり007》（2019年11月25日，NTV）
- 《川柳居酒屋なつみ》（2019年12月11日、2019年12月17日，ABEMA）
- 《おしゃれイズム》「田中みな実の超ストイック私生活に密着！あざと可愛い女の素顔とは～」（2019年12月15日，日テレ）
- 《ノンストップ！》「田中みな実生出演」（2019年12月17日，富士電視台）
- 《全力脱力タイムズ》（2019年12月20日，富士電視台）
- 《ちょっと大人の仰天ニュース》（2019年12月28日，日テレ）
- 《モンダイな条文 ～世界の“謎ルール”～》（2020年2月11日、2020年8月27日，NHK）
- 《ザ・発言X》（2020年2月18日，NTV）
- 《人生が変わる1分間の深イイ話》「田中みな実は本当に幸せなのか？」（2020年3月9日，日テレ）
- 《A-Studio》（2020年3月20日，TBS)
- 《バナナマン日村の世界せっかち王 ～～24時間じゃ足りない人たち～～》（2020年3月22日，テレQ ）
- 《上書きゴシップ ～ちょっとそれ違うんです》（2020年3月22日，日テレ）
- 《鬧鐘電視》（めざましテレビ）「The 軽部真一」（2020年3月24日，富士電視台)
- 《ナインティナインのシンデレラデート》（2020年3月26日，富士電視台）
- 《アナザースカイII　アメリカ応援スペシャル》（2020年5月16日，NTV）
- 《激レアさんを連れてきた》 「惜しまれながら休刊した伝説の有名ギャル雑誌を復活させた奇跡のギャル～」（2020年6月13日，テレビ朝日）
- 《あいつ今何してる》（2020年7月22日，テレビ朝日）
- 《人気の秘密を考察！売れっ子ちゃん》（2020年7月31日，TBS）
- 《KIBO 宇宙放送局》（2020年8月12日）
- 《アナザースカイII　アナウンサースペシャル》（2020年9月11日，NTV）
- 《指原＆みな実とフラれ美女》（2020年9月21日，TBS）
- 《テレビ朝日人気番組の裏側に潜入しちゃった》（2020年9月21日，テレビ朝日）
- 《#土日の夜はテレビでアゲてこ！SPトークイベント》（2020年10月4日，テレビ朝日）
- 《プロフェッショナル 仕事の流儀「求められて、私は輝く〜田中みな実〜」》（2020年10月27日，NHK）
- 《ノブナカなんなん？：田中みな実が“襲来”で、“あざといコンビ”が番組横断　千鳥ノブ「山ちゃん、これどうしてんの！」（2020年11月14日，朝日電視台）
- 《ごごナマ》（2020年12月8日，NHK）
- 《BEAUTY THE BIBLE》第2季（2020年12月11日 - 2021年3月12日 ，Amazon Prime Video)：主持人
- 《徹子的房間》（2021年2月24日，朝日電視台）
- 《无处不在奥黛丽（日语：あちこちオードリー）》（2021年4月7日，東京電視台)
- 《有點心機又如何（日语：あざとくて何が悪いの?）》（2019年9月27日、2020年4月17日、2020年7月25日、2020年10月10日 - ，朝日電視台）：主持人
- 《突然ですが占ってもいいですか？SP》「いま気になる女性＆イケメン俳優ガチ占い！」（2021年6月23日，富士電視台）
- 《行列のできる法律相談所》（2021年7月4日，日テレ）
- 《バズリズム02》（2021年7月23日、7月30日，日テレ）
- 《川柳居酒屋なつみ》「もうすぐ閉店　豪華ゲストを振り返ろうSP②」—— 田中みな実「一度の浮気は終わりのはじまり」（2021年9月10日，ABEMA）
- 《爆笑問題&霜降り明星のシンパイ賞!!》（2021年9月12日，テレ朝）VTR出演
- 《Sunday Japon》（（2021年10月3日，TBS）
- 《オオカミ少年》「秋ドラマ裏側潜入豪華2時間SP」（2021年10月8日，TBS）
- 《100% アピールちゃん》（2021年11月22日，MBS）
- 《サンデー・ジャポン》（2021年11月28日，TBS）
- 《笑ってコラえて！》「小学1年生の旅」（2021年12月15日，日テレ）
- 《さんまのまんま 新春SP》（2022年1月2日，カンテレ）

## 戲劇作品

### 電視劇
- 2011年1月期SP：新参者 《紅手指》 / TBS / 飾演 葛餅屋店員
- 2012年4月期：《パパドル!》（偶像爸爸） / TBS / 飾演 田中みな実 (客串)
- 2019年1月期： 《絕對正義》/ CX / 飾演 石森麗香
- 2019年7月期：《魯邦的女兒》/ CX / 飾演 雙葉美羽
- 2019年7月期：《奪愛之夏》/ 飾演 井川瞳
- 2019年10月期：《前男友狂》/ CX / 飾演  来栖むぎ
- 2019年10月期：《M 為了心中所愛的人》/ EX / 飾演  姬野禮香
- 2020年4月期：《L 禮香的真相（日语：M 愛すべき人がいて#配信ドラマ）》/ ABEMA / 主演 姬野禮香
- 2020年10月期：《魯邦的女兒2》/ CX / 飾演 雙葉美羽
- 2020年12月期：《北方之光》/ NHK G / 飾演  津村真弓
- 2020年12月期：《光秀のスマホ 歳末の陣》/ NHK綜合 / 飾演  おね
- 2021年1月期：《我家的故事》/ TBS / 飾演  望月ちはる
- 2021年4月期：《是生是死還是父親》/ TX / 飾演 東七海
- 2021年7月期：《我的殺意戀愛了》/ YTV / 飾演 水瀬千景
- 2021年10月期：《最愛》/ TBS / 飾演 橘しおり
- 2021年10月期：《X光室的奇蹟 2》/ CX / 飾演 寶生真凜（客串）
- 2022年4月期：《吉祥寺Losers》/ TX / 飾演 大庭櫻
- 2022年10月期：《Boyfriend降臨!》/ EX / 飾演 佐藤涉
- 2023年3月期：《關於惡女》/ NHK / 主演 富小路公子
- 2023年4月期：《我們之間沒有的》/ CX / 飾演 新名楓
- 2023年7月期：《元氣囝仔》/ CX / 飾演 久保田育江
- 2024年4月期：《Destiny》/ EX / 飾演 及川カオリ
- 2024年7月期：《GEEKS》/ CX / 飾演 吉良ます美
- 2024年7月期：《黑色止血鉗 2》/ TBS / 飾演 椎野美咲
- 2025年7月期：《愛的，學校。》/ CX / 飾演 町田百々子

### 電影
- 《マリアンヌの埋葬》（2004年）飾演：実夏
- 《コドモ警察》（2013年）
- 《假面飯店2：假面之夜》（2021年9月17日）飾演：秋山久美子
- 《ずっと独身でいるつもり？》（2021年11月19日）主演：本田まみ
- 《電影版 鴉色刑事組》（2023年1月13日）飾演：島谷加奈子

### 電影配音
- 2017年1月27日：《奇異博士》/ 飾演 心配する医師
- 2021年7月2日：《哥吉拉大戰金剛》 / 飾演 マイア・シモンズ

## 廣播節目
- 2012年1月3日-至今：《田中みな実　あったかタイム》（TBSラジオ，每週六18:30-19:00）

## 活動
- SHOWROOM AWARD (2017-2018) 主持MC
- 「InRed」創刊15周年記念イベント（2018年10月13日）主持MC
- 東京女孩展演 第26、27、28、29、30、31回（2018-2020） 主持MC
- GQ MEN OF THE YEAR 2021 AWARD（2021年11月24日）主持MC

## 進入TBS前的活動

### 雜誌
- 『週刊YOUNG JUMP』 45号（2008年10月23日） - 寫真偶像

### 電影
- 短編映画『マリアンヌの埋葬』（ニューシネマワークス、2004年） - 実夏 役

## 出版作品

### 寫真集
- 2019年12月13日《田中みな実1st寫真集 Sincerely yours...》(寶島社）

## 代言
- 2021年 PEACH JOHN 品牌代言人

## 廣告CM
2015年
- ENEOSmio 「ニュースキャスター 水素」篇（2015年10月）
- KDDI 「有吉ジャポン・au Bar みな実」（2015年11月 - 2016年3月）

2017年
- 麥當勞 「アメリカン　デラックスチーズ」（2017年11月）

2018年
- サッポロビール チューハイ・りらくす「22時の、みな実っす」(2018年3月)
- 花王「ソフィーナ AUBE（オーブ)」(2018年11月)

2019年
- オープンハウス「夢見る小学生 保健室」編

2020年
- 花王
  - ニベア 「夏ニベア宣言」篇（2020年2月）
  - ニベア デオドラント アプローチ（2020年2月）
  - ニベア UVディーププロテクト&ケア（2021年2月）
  - ニベア デオプロテクト&ケア スプレー（2021年2月）
- 明治 TANPACT「TANPACTな夫婦」編（2020年3月）
- 麒麟啤酒 一番搾りビール
  - 「つくり方」篇（2020年4月）
  - 「おいしいって、うれしい。」篇（2020年6月）
  - 「みんなで、おいしい。一番搾りの会」篇（2020年8月）
- 聖闘士星矢 ライジングコスモ（2020年9月）

2021年
- PEACH JOHN
  - 「ミラクルブラ」イメージmovie（2021年1月）
  - 「もっとわたしを好きになるプロジェクト」（2021年4月）
- OCN
  - モバイルONE（2021年2月）
  - 光回線（2021年3月）
- ABC-MART Reebok DAILYFIT「日常 茶飯事」篇 (2021年3月)
- 明治 LOVE
  - 「カルタンテツの定理」篇（2021年3月）
  - 「おいしさのヒミツ」篇（2021年3月）
  - 「モーニング・ルーティーン」篇（2021年3月）
- KOSE Cosmeport ジュレーム リラックス (2021年4月)
- オープンハウス「座敷童子 友人」篇（2021年4月)
- 総務省 マイナンバーカード（2021年8月）
  - 「3人に1人持ってる」篇
  - 「メリットを知る」篇

2022年
- 総務省 マイナンバーカード（2022年1月）
  - 「本人確認書にも健康保険証にも」篇
- オープンハウス（2022年1月)
  - 「座敷童子 先輩登場」篇
  - 「座敷童子　リモートワーク」篇

## 獎項紀錄
2019年
- MAQUIA 雜誌《MAQUIA ONLINE バズリ大賞》
- 第32回《日本メガネベストドレッサー賞》「特別賞」

2020年 
- 第105回日劇學院賞 助演女優賞 入圍   (M 為了心中所愛的人)
- 第49回《ベストドレッサー賞》藝能部門
- GQ JAPAN《GQ MEN OF THE YEAR 2020》「年度突破女性獎」
- VOGUE JAPAN《WOMEN OF THE YEAR 2020》「2020 最も輝いた女性たち」
- VOCE 雜誌《VOCE BEST COSMETICS AWARDS 2020》特別賞「2020年 最も美しい人」
- 日経トレンディ《2020年ヒット商品ベスト30》「今年の顔」

## 交友関係
- 福田萌 [7]。

## 外部連結
- FLaMme經紀公司個人介紹頁 （页面存档备份，存于）
- TBSアナウンスBOO!プロフィール （页面存档备份，存于）
- 田中みな実のみなはっぴー - 播報員官方網誌
- 田中みな実ブログ （页面存档备份，存于） - 大學時期網誌
- 田中美奈實寫真集【官方】的Instagram帳戶 (2019年10月18日—2020年1月31日。期間限定，已關閉)
- 田中美奈實在互联网电影资料库（IMDb）上的資料（英文）